# گل تکمه‌ای
گل تکمه‌ای(نام علمی: Gomphrena globosa) نام یک گونه از تیره تاج‌خروسیان است.